# مساعد جوجل
مساعد جوجل (بالإنجليزية: Google Assistant) هو مساعد افتراضي يعمل بالذكاء الاصطناعي طوَّرت جوجل وهو متوفر بشكل أساسي على الأجهزة المحمولة والأجهزة المنزلية الذكية. على عكس المساعد الافتراضي السابق للشركة جوجل ناو، يمكن لمساعد جوجل المشاركة في محادثات ثنائية الاتجاه.
ظهر المساعد لأول مرة في مايو 2016 كجزء من تطبيق المراسلة جوجل ألو، ومكبر الصوت المنشط صوتيًا جوجل هوم [الإنجليزية]. بعد فترة من التفرد على الهواتف الذكية بيكسل وبيكسل إكس إل [الإنجليزية]، بدأ نشره على أجهزة الأندرويد الأخرى في فبراير 2017، بما في ذلك الهواتف الذكية التابعة لجهات خارجية وأندرويد وير (الآن نظام تشغيل وير)، وتم إصداره كتطبيق مستقل على نظام التشغيل آي أو إس في مايو 2017. إلى جانب الإعلان عن مجموعة أدوات تطوير البرمجيات في أبريل 2017، تم تمديد المساعد لدعم مجموعة كبيرة ومتنوعة من الأجهزة، بما في ذلك السيارات والأجهزة المنزلية الذكية التابعة لجهات خارجية. يمكن أيضًا تحسين وظيفة المساعد بواسطة مطوري الطرف الثالث.
يتفاعل المستخدمون بشكل أساسي مع مساعد جوجل من خلال الصوت الطبيعي، على الرغم من دعم إدخال لوحة المفاتيح أيضًا. بنفس طبيعة وطريقة جوجل ناو، يستطيع المساعد البحث في الإنترنت وجدولة الأحداث والإنذارات وضبط إعدادات الأجهزة على جهاز المستخدم وإظهار المعلومات من حساب المستخدم على جوجل. كما أعلنت جوجل أن المساعد سيكون قادرًا على التعرف على الأشياء وجمع المعلومات المرئية من خلال كاميرا الجهاز، ودعم شراء المنتجات وإرسال الأموال، وكذلك معرفة الأغاني من الصوت.
في معرض الإلكترونيات الاستهلاكية لعام 2018، تم الإعلان عن أول شاشات عرض ذكية تعمل بالمساعد (مكبرات صوت ذكية مع شاشات فيديو)، مع إطلاق أولها في يوليو 2018. في عام 2020، أصبح مساعد جوجل متاحًا بالفعل على أكثر من مليار جهاز. مساعد جوجل متاح في أكثر من 90 دولة وبأكثر من 30 لغة، ويستخدمه أكثر من 500 مليون مستخدم شهريًا.

## التاريخ
خلال وقت الإشاعة عن Google Home في مارس والإعلان عنه في مايو، أعلنت Google عن Assistant مع تشكلية من الخدمات، والبرمجيات، والتطبيقات.
في نهاية مايو، قامت Google بتعيين كل من قائد Google Doodle راين جيرميك وتوظيف فنانة الرسوم المتحركة السابقة لدى Pixar إيما كوتس لتطوير طابع شخصي للمساعد.
في 21 سبتمبر 2016، تم إطلاق Google Assistant لأول مرة داخل تطبيق Allo للمراسلة. تمت قيادة هذا الإطلاق تعاونيًا بواسطة بيشاد بيزادي كقائد للهندسة، ويارف أدان كقائد للمنتج، وراين جيرميك كقائد للشخصية والبهجة.

## التفاعل
Google Assistant بنفس طبيعة وأسلوب Google Now يمكن أن يستخرج المعلومات، ويتحقق من الطقس، إلخ؛ ولكن بعكس أخيه، يمكن أن يشارك في محادثة متبادلة باستخدام خوارزمية معالجة اللغة الطبيعية الخاصة بجوجل.

## الإقبال
قام مارك هاتشمان من مجلة PC World بعمل مراجعة ملائمة للمساعد الافتراضي من Allo، يقول فيها أنه تفوق بخطوة على مايكروسوفت كورتانا وSiri.

## دمج مساعد جوجل في الهواتف الذكية
4 أكتوبر 2016، قدمت جوجل أول هواتفها الذكية تحت اسم بكسل، هاتف يعمل تحت نظام أندرويد ويشمل المساعد الشخصي Google Assistant
26 فبراير 2017، أعلنت جوجل أن مساعدها سيشمل جميع الهواتف الذكية التي تعمل تحت نظام أندرويد 6.0 فما فوق، لكنه متوفر فقط باللغة الإنجليزية والألمانية.
17 مايو 2017، جوجل تعلن على خلفية مؤتمر I/O 2017 عن وصول مساعدها الشخصي إلى نظام iOS صيف 2017، كما أعلنت أيضا أن العديد من اللغات ستسجل حضورها وهي اللغة الفرنسية، الألمانية، البرتغالية واليابانية.

## اقرأ أيضًا
- امازون اليكس
- Siri